# ポーランドのバレーボール選手一覧
ポーランドのバレーボール選手一覧（-せんしゅいちらん）は、ポーランドのバレーボール選手のリストである。
既に記事があるものに関してはCategory:ポーランドのバレーボール選手を参照されたい。
この項目はCategoryではないので、記事の無い選手について赤リンクのままにしておく事が出来る。記事の無いものに関しては一時的に簡単な説明（時代、クラブ）等を併記しておいて構わない。

## 男子
- アルカディウシュ・ゴアシュ
- パベウ・ザグムニ
- セバスチャン・シフィデフスキ
- マリウシュ・ブラズウィー
- トマシュ・ボイトビッチ
- ピョートル・グルシュカ
- マルチン・モジジョネック
- バルトシュ・クレク
- ズビグニェウ・バルトマン
- グジェゴシュ・ウォマチ
- ミハウ・ボンキェビッチ

## 女子
- スザンナ・エフィミエンコ＝ムウォトコフスカ
- カタジナ・ガイガウ
- ヨアンナ・カチョル
- カタジナ・スコブロニスカ
- マウゴジャータ・グリンカ
- ミレナ・サドレク
- エレオノーラ・ジェキェビッチ
- ドロタ・シフィニェビッチ
- マグダレナ・シリバ
- カタジナ・スコルパ
- ヨアンナ・スタニウチャ
- マリオラ・ゼニク
- アンナ・バランスカ
- ナタリア・バンベル
- シルビア・ピチャ
- アレクサンドラ・ヤゲーロ
- カミラ・フラトチャク
- マルタ・プルタ
- アニエスカ・ベドナレク
- イザベラ・ベルチク
- ガブリエラ・ポランスカ
- アンナ・ポドレッツ
- パウリナ・マイ
- ヨアンナ・ミレツ
- アガタ・ムロズ
- マリア・リクトラス
- ミレナ・ロスネル
- カロリナ・コセク